# Typhlodromus tridentiger
Typhlodromus tridentiger är en spindeldjursart som beskrevs av Tseng 1975. Typhlodromus tridentiger ingår i släktet Typhlodromus och familjen Phytoseiidae. Inga underarter finns listade i Catalogue of Life.